# 廣皇輿考
《广皇舆考》，亦作《皇舆考》，为中国明代重要地理学著作。为明代张元忭在其父张天复《皇輿考》的基础上増扩改变而成。
《皇舆考》共计十卷，首卷包含总图序和十九州沿革，卷二至卷八分别叙述两京十三省，卷九叙述九边边防，卷十叙述四夷。每篇冠以图序，言地势形胜，并附海运图。图按计里画方定位，每方格为四百至五百里。
张元忭在《皇舆考》十卷的基础上将两京十三省单分、改变为十五卷，增加皇華考兩卷，共計二十卷。卷前有张天复、张元忭、张汝霖序。